# Nazis at the Center of the Earth
Nazis at the Center of the Earth es una película directa a vídeo de ciencia ficción producida por The Asylum y protagoniza por Dominique Swain y Jake Busey. Fue lanzada el 24 de abril de 2012 en Blu-ray Disc y DVD.

## Argumento
Un grupo de investigadores en la Antártida son secuestrados por un pelotón de soldados provistos de máscaras de gas y el símbolo de la esvástica en el brazo, llevándolos hasta un sitio escondido en el centro de la Tierra. Allí, descubren que el Dr. Josef Mengele y el grupo de soldados nazis supervivientes están tramando invadir la Tierra para crear un Cuarto Reich.

## Reparto
- Dominique Swain como Paige Morgan.
- Jake Busey como Adrian Reistad.
- Joshua Michael Allen como Lucas Moss.
- Christopher Karl Johnson como Dr. Josef Mengele.
- Lilan Bowden como May Yun.
- Trevor Kuhn como Brian Moak.
- Adam Burch como Mark Maynard.
- Marlene Okner como Sije Lagesen.
- Maria Pallas como Angela Magliarossa.
- Andre Tenerelli como Aaron Blechman.
- Abderrahim Halaimia como Rahul Jumani.
- James Maxwell Young como Adolf Hitler.

## Producción
Lawson recibió la asignación como director después de leer el guion y lanzar a sí mismo como director en el otoño de 2011 La película tomó menos de cuatro meses para hacer. En Asylum, Lawson dijo "Ellos son un estudio de cine de bajo presupuesto, [...] yo sabía más o menos que esto iba a ser una película de serie B. Tuvimos 12 días de rodaje y un presupuesto por debajo de 200.000 dólares ".